# Альфа Мухи
Альфа Мухи (α Muscae / α Mus) — переменная звезда в созвездии Мухи. Звезда является бело-голубым субгигантом спектрального класса B, который светит в 4520 раз сильнее Солнца, но в основном её излучение происходит в ультрафиолете.
Как и большинство звёзд спектрального класса B, Альфа Мухи быстро вращается, делая полный оборот за 2 дня. Звезда также имеет переменность типа β Цефея и её видимая звёздная величина меняется примерно на процент в течение 2,2 часа. На угловом расстоянии 30 угловых секунд находится звезда, которая имеет видимую звёздную величину +13m, но, скорее всего, она является оптически двойной.
Альфа Мухи является частью несвязанной звёздной ассоциации «Кентавра — Южного Креста», в которую входят звёзды спектрального класса B и O (Хадар, Бекрукс, Декрукс, ε Центавра), образовавшиеся примерно в одно и то же время в массивном межзвёздном облаке.